# Lensworld-Kuota
Lensworld-Kuota war ein niederländisches Radsportteam im Frauenradsport.

## Organisation
Das Team wurde zur Saison 2013 als 'Team Polaris' gegründet und besaß zunächst keinen Namenssponsor bis im Februar 2013 der niederländische Internetversandhändler Futurumshop  Haupt- und Namenssponsor wurde. Die Mannschaft besitzt eine Lizenz als UCI Women’s Team und ist nach eigenen Angaben das jüngste Team dieser Kategorie.
Sportlicher Leiter war zunächst Thijs Rondhuis, der diese Funktion zuvor schon u. a. bei dem Boels Dolmans Cyclingteam und der Equipe Nürnberger ausübte und seit 2014 die mehrmalige belgische Straßenmeisterin Heidi Van De Vijver, die zuvor beim Team Cylelive Plus-Zannata tätig war. Mit Van De Vijver kam der neue Cosponsor Zannata und einige Fahrerinnen zum Team.
Nach dem Rückzug des Hauptsponsors wurde das Team zu Saisonende 2017 aufgelöst.

## Erfolge
2016
- 1. Etappe Vuelta Internacional Femenina a Costa Rica: Flavia Oliveira
- Belgische Straßenmeisterschaft: Kaat Hannes
- 2. Etappe BeNe Ladies Tour: Nina Kessler
- 2. Etappe Polen-Rundfahrt:  Flavia Oliveira

2017
- Giro dell’Emilia: Tatiana Guderzo

## Platzierungen in UCI-Ranglisten
| Rangliste           | 2013 | 2014 | 2015 | 2016 | 2017 |
| ------------------- | ---- | ---- | ---- | ---- | ---- |
| Weltrangliste       | 32.  | 20.  | 23.  | 18.  | 16.  |
| Weltcup / WorldTour | 25.  | 24.  | 14.  | 10.  | 13.  |